# Władysław Popiel
Władysław Marian Antoni Popiel-Sulima (ur. 24 marca 1891 w Zbydniowie, zm. 9 czerwca 1958 w Londynie) – major obserwator inżynier Wojska Polskiego, kawaler Orderu Virtuti Militari.

## Życiorys
Syn Antoniego i Bronisławy z d. Suchorzewskiej. Ukończył studia na Wydziale Rolnictwa Uniwersytetu Jagiellońskiego. Po wybuchu I wojny światowej w 1915 roku został powołany do odbycia służby w armii Austro-Węgier. Ukończył szkołę oficerską w Opawie i otrzymał przydział do 13 pułku piechoty. W jego składzie brał udział w walkach froncie wschodnim i włoskim.
W listopadzie 1918 roku wstąpił do odrodzonego Wojska Polskiego i otrzymał przydział do 13 pułku piechoty. 30 listopada został przeniesiony do 1 eskadry krakowskiej, gdzie służył jako obserwator. W jej składzie brał udział w wojnie polsko–bolszewickiej. W lipcu 1920 roku, podczas odwrotu Wojska Polskiego na południowym odcinku frontu, wyróżnił się współpracując z 6. Armią. Nawiązywał łączność z odciętymi oddziałami, przeprowadzał też rozpoznanie i informował polskie oddziały o ruchach nieprzyjaciela czym ułatwiał im odwrót.
W połowie sierpnia 1920 roku, podczas obrony Lwowa, wykonał wiele lotów szturmowych na zwalczanie kawalerii Armii Czerwonej i nawiązanie łączności z odciętymi jednostkami Wojska Polskiego.
Po zakończeniu działań wojennych pozostał w Wojsku Polskim. Od 9 kwietnia 1921 roku pełnił funkcję oficera technicznego w III ruchomym parku lotniczym, 21 listopada 1921 roku otrzymał przydział do Oficerskiej Szkoły Obserwatorów Lotniczych w Toruniu. 3 maja 1922 roku został zweryfikowany w stopniu porucznika ze starszeństwem z 1 czerwca 1919 roku i 25. lokatą w korpusie oficerów aeronautycznych. Jego oddziałem macierzystym był nadal 2 pułk lotniczy w Krakowie. 31 marca 1924 roku został mianowany kapitanem ze starszeństwem z 1 lipca 1923 roku i 26. lokatą w korpusie oficerów aeronautycznych. W listopadzie 1926 roku otrzymał przydział do 11 eskadry liniowej 1 pułku lotniczego. W sierpniu 1927 roku, w załodze z Franciszkiem Żwirko, zajął 2. miejsce w I Locie Małej Ententy i Polski. W listopadzie 1927 roku został przeniesiony do kadry oficerów lotnictwa z równoczesnym przydziałem do Oficerskiej Szkoły Lotnictwa. 21 marca 1928 roku został przeniesiony do Biura Ogólno-Organizacyjnego Ministerstwa Spraw Wojskowych. Następnie 5 lutego 1929 roku został przeniesiony do 5 pułku lotniczego w Lidzie. 12 marca 1933 roku został mianowany majorem ze starszeństwem z 1 stycznia 1933 roku i 3. lokatą w korpusie oficerów aeronautycznych. W grudniu 1934 roku powrócił do 2 pułku lotniczego, w którym objął stanowisko dowódcy oddziału portowego. W 1937 roku, po utworzeniu korpusu oficerów lotnictwa, został zaliczony do grupy technicznej. W 1939 roku pełnił służbę na stanowisku komendanta bazy lotniczej 3 pułku lotniczego w Poznaniu. W sierpniu 1939 roku, w czasie mobilizacji, został komendantem Bazy Lotniczej nr 2.
Po zakończeniu kampanii wrześniowej przedostał się do Wielkiej Brytanii. Wstąpił do RAF, otrzymał numer służbowy P-1120.
Zmarł 9 czerwca 1958 roku. Pochowany  w Londynie.

## Ordery i odznaczenia[19]
- Krzyż Srebrny Orderu Wojskowego Virtuti Militari nr 8100[1] (27 lipca 1922)[20]
- Krzyż Walecznych[21]
- Medal Lotniczy (trzykrotnie)[18]
- Złoty Krzyż Zasługi (10 listopada 1938)[22][14]
- Polowa Odznaka Obserwatora nr 29 (11 listopada 1928)[23]
- Krzyż Oficerski Orderu Korony Rumunii (Rumunia)[24][21]
- francuska Odznaka Lotnicza
- łotewska Odznaka Lotnicza (1929)[25]
- jugosłowiańska Odznaka Pilota